# Bernhard Schiekel

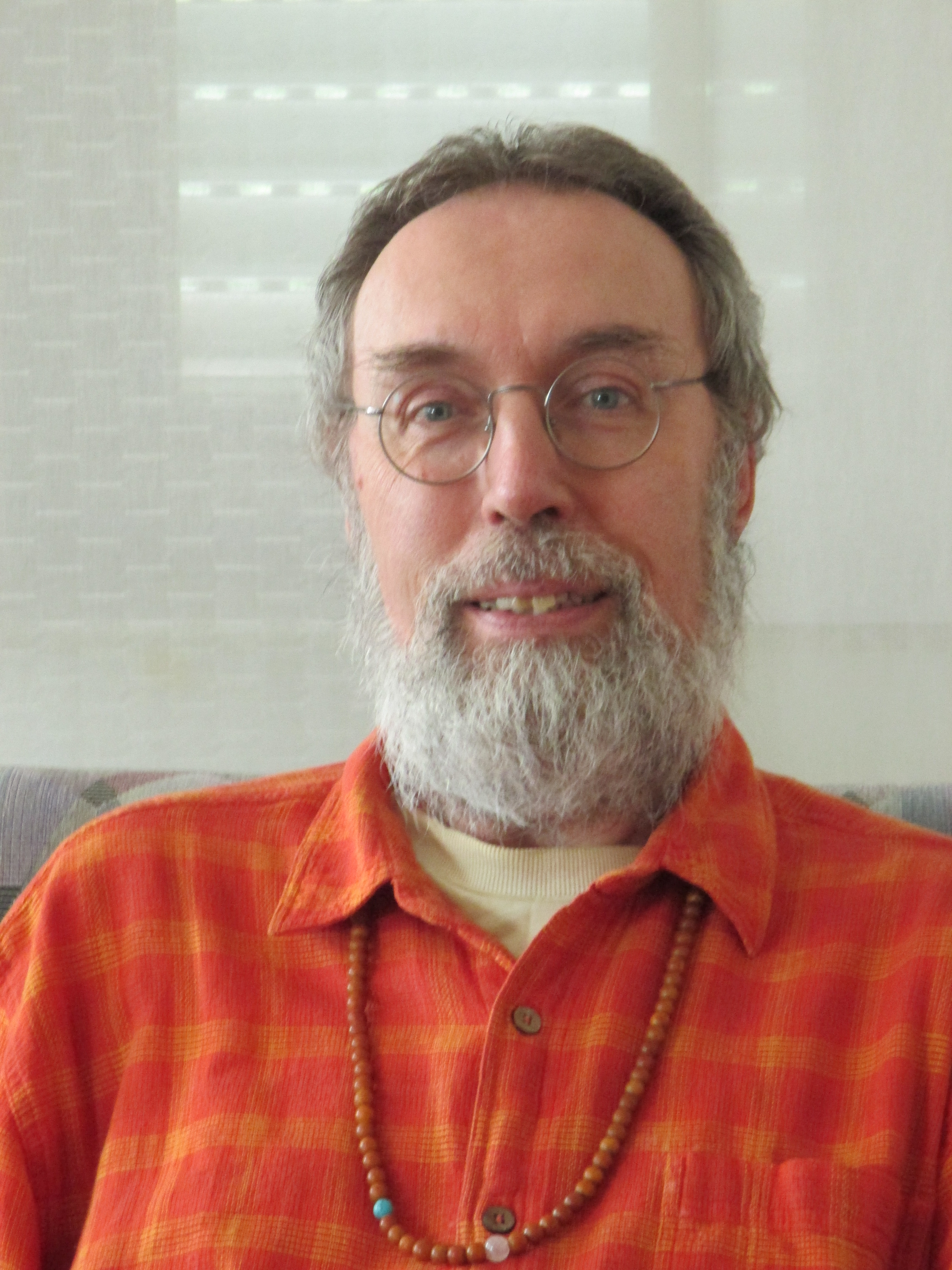
Bernhard Schiekel, 2015

Bernhard Schiekel (* Dezember 1950 in Darmstadt) ist ein deutscher theoretischer Physiker und Übersetzer buddhistischer Meditationstexte und Gedichte.

## Leben und Wirken
Bernhard Schiekel wurde 1950 in Darmstadt geboren, besuchte in Ulm ein Gymnasium und studierte 1971–1977 in Würzburg Physik mit den Schwerpunkten: Quantentheorie, Allgemeine Relativitätstheorie, Numerische Mathematik. Die Diplomarbeit behandelte ein Thema der mathematischen Physik bei Karl Kraus. Schiekel arbeitete von 1978 bis 1984 im Institut für theoretische Festkörperphysik der Ludwig-Maximilians-Universität München als Assistent und wurde dort 1984 bei Helmut Bross mit einer Arbeit über die relativistische Bandstruktur von Gold promoviert.
Danach arbeitete Schiekel im Bereich der Finanzmathematik und Softwareentwicklung in einem Münchner Softwarehaus. Nach seinem krankheitsbedingten Ausscheiden aus diesem Beruf im Jahr 1995 entstanden von ihm einige Übersetzungen buddhistischer Meditationstexte aus dem Pali und dem Englischen und später auch einige mathematisch-physikalische Online-Veröffentlichungen.
Nach der Übersiedlung nach Ulm im Jahr 2001 aus familiären Gründen gründete Schiekel dort eine buddhistische Meditationsgruppe in der Tradition des vietnamesischen Meditations-Meisters und Friedensaktivisten Thích Nhất Hạnh. Schiekel praktiziert seit 1971 buddhistische Geistesschulung und nennt als seine wichtigsten buddhistischen Lehrer Nyanaponika, Kyabje Chime Rinpoche, Fred von Allmen und Thích Nhất Hạnh - siehe Curriculum Vitae.

## Publikationen
Buddhistische Übersetzungen und Arbeiten
- Pali-Deutsch: Dhammapada - die Weisheitslehren des Buddha, mit einem Vorwort von Thích Nhất Hạnh, Herder Verlag, Freiburg, 1998, ISBN 3-451-04665-2[4]
- Englisch-Deutsch: John Stevens - Meister Ryokan, Alle Dinge sind im Herzen, mit einem Vorwort von David Steindl-Rast, Herder Verlag, Freiburg, 1999, ISBN 3-451-05035-8[5]
- Englisch-Deutsch: John Stevens - Eine Schale, Ein Gewand, Zen-Gedichte von Ryokan, Werner Kristkeitz Verlag, Leimen, 1999, ISBN 3-921508-75-4
- Englisch-Deutsch und Japanisch-Deutsch: Yoel Hoffmann - Die Kunst des letzten Augenblicks, Japanische Sterbegedichte, Herder, Freiburg, 2000, ISBN 3-451-04965-1[6]
- Englisch-Deutsch: Rick Fields - Fuck You, Krebs & Andere Gedichte, Anhang: Leben & Bibliografie, Sadhana Verlag, Berlin, 2002, ISBN 3-922610-08-0[7]
- Englisch-Deutsch: Taigen Dan Leighton - Das Kultivieren des Leeren Feldes - Chan-Meister Hongzhi, Werner Kristkeitz Verlag, Leimen, 2009, ISBN 978-3-932337-27-7[8]

Auf der Homepage von Schiekel finden sich zahlreiche Übersetzungen und Essays zu buddhistischen Themen. Hier seien nur zwei wichtigere Arbeiten angeführt:
- Übersicht über Philosophie und Praxis einiger buddhistischer Schulen, 48 S., Ulm, 2019.
- Chan-Meister der Tang- und Sung-Zeit, 36 S. Ulm, 2021.

Theoretische Physik
Auf dem Bibliotheksserver der Universität Ulm sind drei Online-Lehrbücher von Schiekel zu Themen der mathematischen Physik zugänglich:
- Bernhard Schiekel: Zetafunktionen in der Physik - ein Einführung, 4. Auflage, 384 S., Ulm 2017, doi:10.18725/OPARU-4418.
- Bernhard Schiekel: Krümmungen und Indextheoreme - auf den Spuren von Gauß-Bonnet, Cartan, Atiyah-Singer und Witten. Eine Einführung in Geometrie und Topologie für Physiker, 2. Auflage, 749 S., Ulm, 2019, doi:10.18725/OPARU-17162.
- Bernhard Schiekel: Festkörperphysik und Topologie - eine Einführung, 839 S., Ulm, 2023, doi:10.18725/OPARU-49527.